# اکس‌سی‌ام‌جی
 گروه اکس‌سی‌ام‌جی، شرکت دولتی چندملیتی چینی تولیدکننده تجهیزات سنگین با دفتر مرکزی‌ای در شوژو، جیانگسو است. از سال ۲۰۱۶ تا امروز، در صنعت ماشین‌آلات ساخت‌وساز در جهان، از نظر کمیت تولید، پنجم است. این رتبه‌ها، در حد یک شرکت بزرگ ساختمانی چینی است.
به دلیل دولتی بودن این شرکت، عمدۀ مجموعه‌ها و قطعات موردنیاز در ساخت ماشین‌آلات آن توسط شرکت‌های دولتی سازندۀ قطعات و مجموعه‌ها مانند ویچی پاور تأمین می‌شود.

## جستارهای وابسته

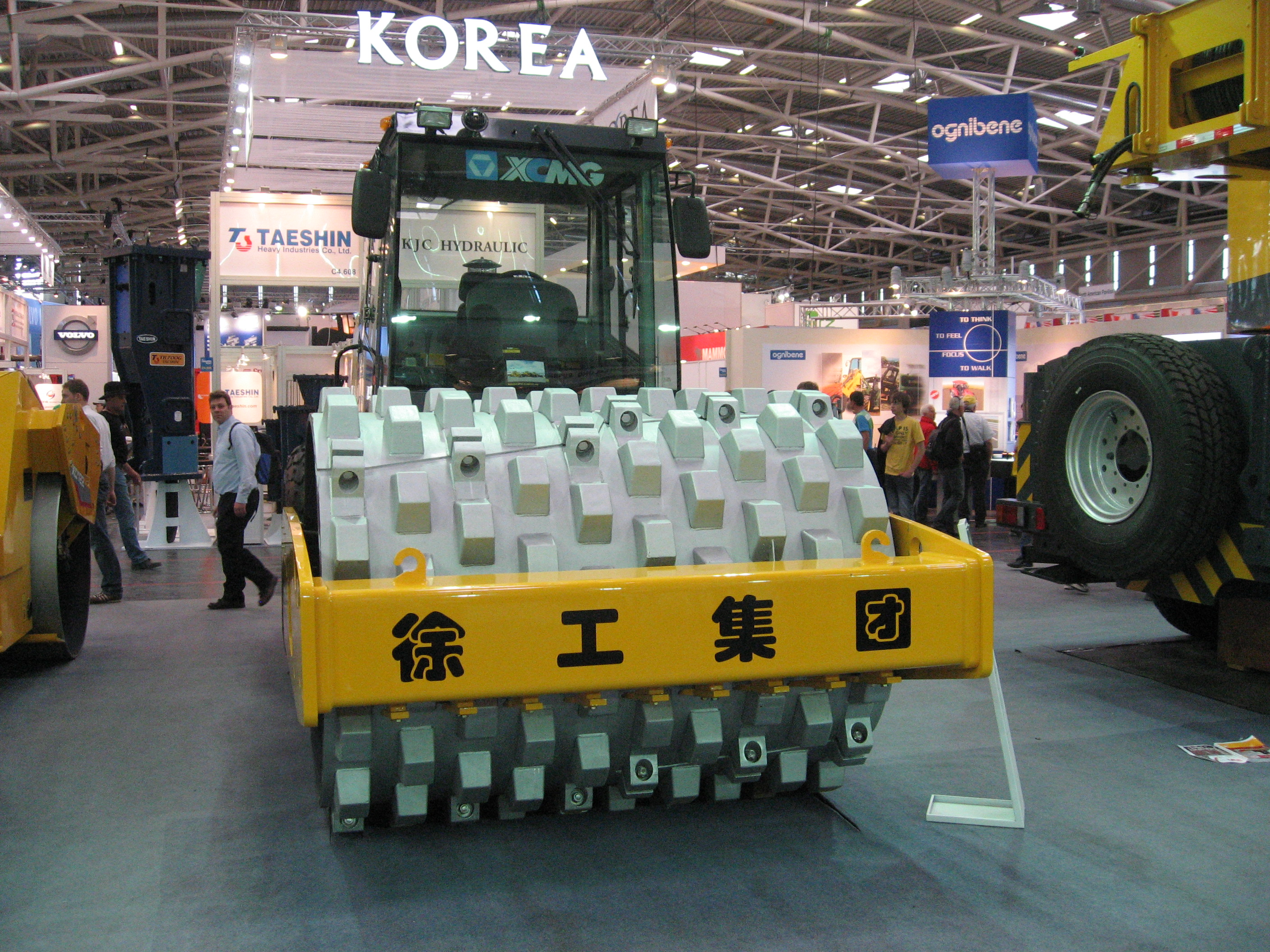
یک غلتک پاچه‌فیلی اکس‌سی‌ام‌جی